# Metternich (geslacht)

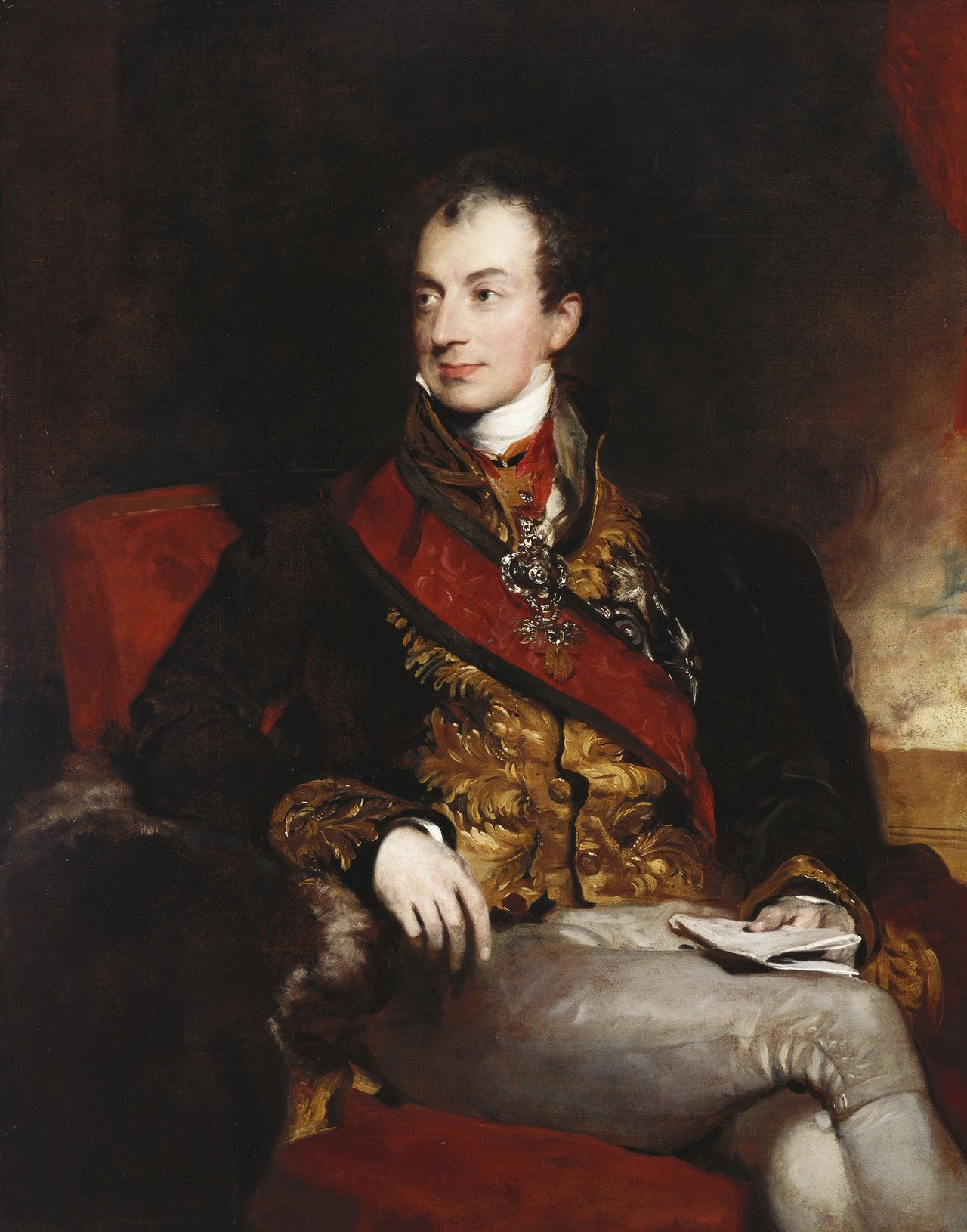
Klemens von Metternich

Metternich is een van oorsprong Duits adellijk geslacht uit het Rijnland.

## Geschiedenis
Het geslacht was aanvankelijk een tak van het Huis Hemmrich, maar noemde zich in de 14e eeuw naar het dorp Metternich bij Koblenz (tegenwoordig als Koblenz-Metternich een stadsdeel van die stad).
De Metternichs splitsten zich in de loop der tijd in twaalf linies. De enige in 1635 nog bestaande tak, Metternich-Winneburg, werd dat jaar op 28 oktober in de rijksvrijherenstand verheven.
In 1652 worden zij door de keurvorst van Trier beleend met de heerlijkheden Winneburg en Beilstein als rijksachterleen.
Op 20 maart 1679 worden zij in de rijksgravenstand verheven en worden de heerlijkheden Winneburg en Beilstein tot rijksgraafschap verheven. Op grond van deze bezittingen krijgen zij een zetel in de Rijksdag en in de Nederrijns-Westfaalse Kreits.
De Metternichse bezittingen op de linker Rijnoever vielen bij de Vrede van Lunéville in 1801 aan Frankrijk toe. Het geslacht werd door de Reichsdeputationshauptschluss van 25 februari 1803 schadeloosgesteld voor het verlies van Winneburg en Beilstein met de voormalige abdij Ochsenhausen in Zwaben zonder het ambt Thannheim.
Op 30 juni 1803 worden de Metternichs verheven tot rijksvorst en de heerlijkheid Ochsenhausen tot rijksvorstendom.
Frans I van Oostenrijk kende deze titel, aanvankelijk toe aan de eerstgeborene, in 1813 aan alle telgen.
In de Rijnbondakte van 12 juli 1806 wordt het graafschap Ochsenhausen gemediatiseerd en kwam onder de soevereiniteit van het koninkrijk Württemberg. Het werd in 1825 voor 1.300.000 gulden aan de Württembergse koning Willem I verkocht.

## Bekende telgen
- Lothar von Metternich (1551-1623), aartsbisschop en keurvorst van Trier
- Lothar Friedrich von Metternich-Burscheid (1617-1675), aartsbisschop van Mainz
- Franz Georg Karl von Metternich-Winneburg (1746-1818), diplomaat, stadhouder in de Oostenrijkse Nederlanden
- Klemens Wenzel Lothar von Metternich (1773-1859), zoon van Franz Georg Karl, Oostenrijks staatsman
- Richard von Metternich (1829-1895), zoon van Klemens Wenzel Lothar, diplomaat
- Pauline Metternich-Sándor (1836-1921), nicht en echtgenote van Richard, oprichtster van een belangrijke salon
- Franz Albrecht Metternich-Sándor (1920), eigenlijk Prinz von Ratibor und Corvey, Prinz zu Hohenlohe-Schillingsfürst, landeigenaar

Alt-Leiningen-Westerburg · Arenberg · Auersperg · Bentheim-Steinfurt · Bentheim-Tecklenburg · Bentinck · Bömmelberg · Bretzenheim · Castell-Castell · Castell-Rüdenhausen · Colloredo-Mannsfeld · Croÿ · Dietrichstein · Erbach-Erbach · Erbach-Fürstenau · Erbach-Schönberg · Esterházy · Fürstenberg · Fugger-Babenhausen · Fugger-Glött · Fugger-Kirchberg · Fugger-Kirchheim · Fugger-Nordendorf · Harrach · Hohenlohe-Ingelfingen · Hohenlohe-Kirchberg · Hohenlohe-Langenburg · Hohenlohe-Öhringen · Hohenlohe-Schillingsfürst · Hohenlohe-Waldenburg-Bartenstein · Hohenlohe-Waldenburg-Jagstberg · Hohenlohe-Waldenburg-Schillingsfürst · Isenburg-Birstein · Isenburg-Büdingen · Isenburg-Philippseich · Kaunitz-Rietberg · Khevenhüller-Metsch · Königsegg-Aulendorf · Kuefstein · Leiningen · Leiningen-Billigheim · Leiningen-Neudenau · Leyen · Limburg-Stirum · Lobkowitz · Löwenstein-Wertheim-Freudenberg · Löwenstein-Wertheim-Rosenberg · Looz-Corswarem · Metternich-Winneburg · Neipperg · Neu-Leiningen-Westerburg · Oettingen-Spielberg · Oettingen-Wallerstein · Ortenburg · Ostein · Pappenheim · Platen-Hallermund · Plettenberg-Wittem · Pückler und Limpurg · Quadt-Wykradt-Isny · Rechberg und Rothenlöwen · Rechteren-Limpurg · Rosenberg-Orsini · Salm-Horstmar · Salm-Kyrburg · Salm-Reifferscheidt-Krautheim und Dyck · Salm-Reifferscheidt-Raitz · Salm-Salm · Sayn-Wittgenstein-Berleburg · Sayn-Wittgenstein-Hohenstein · Schaesberg · Schlitz genannt von Görtz · Schönborn · Schönborn-Buchheim · Schönborn-Wiesentheid · Schönburg-Glauchau · Schönburg-Hartenstein · Schönburg-Waldenburg · Schwarzenberg · Sinzendorf · Solms-Braunfels · Solms-Hohensolms-Lich · Solms-Laubach · Stadion-Tannhausen · Stadion-Warthausen · Starhemberg · Sternberg-Manderscheid · Stolberg-Roßla · Stolberg-Stolberg · Stolberg-Wernigerode · Thurn und Taxis · Toerring · Trauttmansdorff-Weinsberg · Waldbott-Bassenheim · Waldburg-Wolfegg und Waldsee · Waldburg-Zeil · Waldburg-Zeil-Wurzach · Waldeck-Limpurg · Wallmoden-Gimborn · Wartenberg-Roth · Wied-Neuwied · Wied-Runkel · Windisch-Graetz · Wurmbrand-Stuppach